# Diadegma annulicrus
Diadegma annulicrus är en stekelart som först beskrevs av Thomson 1887.  Diadegma annulicrus ingår i släktet Diadegma och familjen brokparasitsteklar. Arten är reproducerande i Sverige. Inga underarter finns listade i Catalogue of Life.